# Kempische Vaart
De Kempische Vaart of het Kempisch Kanaal was een kanaal in België dat de haven van Antwerpen met Bocholt verbond. Het was in 1846 klaar en ging in de jaren 1930 grotendeels op in het Albertkanaal en het Kanaal Bocholt-Herentals.

## Aanleg
Voorloper van de Kempische Vaart was het Grand Canal du Nord (1810), dat Antwerpen moest verbinden met Venlo en Neuss. Gedeeltes hiervan worden in de Atlas der Buurtwegen (1841) weergegeven tussen Herentals en Ten Aard. De voltooiing van het Belgische gedeelte begon in 1843 onder leiding van ingenieur Kümmer en was binnen drie jaar klaar.
Oorspronkelijk doorkruiste het kanaal Herentals, via het tracé Augustijnenlaan-Belgiëlaan. Het liep dan rechtdoor naar de Kleine Nete, die stroomafwaarts gekanaliseerd werd. Omstreeks 1850 verdween de aansluiting op de Kleine Nete. Vanaf de Vuilvoort werd het kanaal toen verlengd, over het tracé waarover nu de wegen Lenteheide, Troon en Del lopen. Vanaf de Vierselheide viel de verlenging samen met het Albertkanaal.
In Antwerpen volgde de Kempische Vaart de huidige IJzerlaan. Vervolgens gaf ze via een sluis uit op het Kattendijkdok. Doordat in 1873 ten oosten hiervan het Houtdok, Kempisch Dok en Asiadok werden gegraven, verschoof het eindpunt van het kanaal naar het oosten. Aan de IJzerlaan werd toen een nieuwe sluis gebouwd: sluis 17, in de volksmond "Nonkel Saske" genoemd.
De Kempische Vaart vormde, samen met de Zuid-Willemsvaart en het Kanaal Luik-Maastricht, een cruciale verbinding tussen Antwerpen, Maastricht en Luik. Bovendien voerde ze Maaswater aan waarmee in de Kempen uitgestrekte vloeiweides werden aangelegd, zoals de Watering rond Lommel-Kolonie.

## Verdwijning
In de jaren 1930 werd het Albertkanaal gegraven, waardoor de Kempische Vaart ophield te bestaan.
- Het gedeelte Antwerpen-Wijnegem werd naar het noorden verschoven, zodat het uitmondde in nieuwe haveninstallaties zoals het Straatsburgdok
- Het gedeelte Wijnegem-Vierselheide ging op in het Albertkanaal
- Het gedeelte Vierselheide-Herentals werd gedempt. Het voormalige tracé is nog duidelijk zichtbaar in het landschap. Ten westen van Herentals volgde het de huidige straten Del - Eikenlei - Vaartkom - Troon - Lenteheide. in het centrum van Herentals werden op het tracé de Belgiëlaan en Augustijnenlaan aangelegd.
- Het gedeelte Herentals-Bocholt werd in 1928 verbreed en hernoemd tot "Kanaal Bocholt-Herentals"
- Ten zuidoosten van Herentals werden het Kanaal Bocholt-Herentals en het Albertkanaal verbonden

## Aanpassingen in 2015
In 2015 werd het gedeelte van de Kempische Vaart dat onder de IJzerlaan ligt opnieuw geopend, als nieuwe verbinding tussen het Asiadok en het Lobroekdok.